# Museo Allard Pierson
El Museo Allard Pierson es el museo arqueológico de la Universidad de Ámsterdam. Está situado en Oude Turfmarkt 127 en Ámsterdam, Países Bajos. En este museo se conservan y exponen artefactos de las antiguas civilizaciones del antiguo Egipto, el Oriente Próximo, el mundo griego, Etruria y el Imperio romano.

## Allard Pierson
El nombre del Museo Allard Pierson deriva del primer profesor de arqueología clásica de la Universidad de Ámsterdam, Allard Pierson (1831-1896). Este antiguo clérigo fue invitado en 1877 a ocupar la cátedra de Estética, Historia del Arte e Idiomas Modernos en la recién fundada universidad. Su pasión por la antigüedad, alimentada por sus viajes a la zona mediterránea, le llevó a reunir una colección de vaciados de yeso de 1877 a 1895.

## Historia
El segundo profesor de arqueología de la Universidad de Ámsterdam, Jan Six, tenía una gran colección personal de libros y objetos antiguos. A su muerte en 1926, la universidad tenía interés en adquirir su colección. En 1932, el hijo de Pierson, Jan Lodewijk, creó la Fundación Allard Pierson con el fin de poner la colección de antigüedades a disposición de la investigación y la enseñanza. La colección se trasladó a un edificio en Weesperzijde en Ámsterdam, cuya planta superior se destinó a museo.
La colección creció por medio de compras, obsequios y préstamos de objetos y documentos. El 12 de noviembre de 1934 se inauguró oficialmente el Museo Allard Pierson en un edificio situado en Sarphatistraat 129-131 (esquina con Roeterstraat). Con el tiempo el museo finalmente superó el espacio disponible del edificio.

## Edificio
Un nuevo edificio estuvo disponible cuando el Banco de los Países Bajos abandonó su sede en el Oude Turfmarkt en 1976. La princesa Beatriz asistió a la reapertura del museo el 6 de octubre de 1976.

## Colección
El museo cuenta con colecciones relacionadas con las antiguas civilizaciones de Egipto, el Oriente Próximo, el mundo griego, Etruria y el Imperio romano. Las colecciones incluyen objetos de arte y utensilios que datan de 4000 a. C. a 500 d. C. También hay maquetas de templos y edificios antiguos. En la exposición del Antiguo Egipto se presenta una sala dedicada a la muerte, con momias, sarcófagos y una película que muestra el proceso de momificación.

La colección de cerámica griega del museo presenta ejemplos de cerámica de figuras negras y rojas producidas en los siglos V y VI a. C. También se expone una colección de sarcófagos romanos, entre los que se encuentra un raro ataúd de madera de alrededor del año 150 d. C. que está tallado en parte con la forma del hombre que hay dentro.

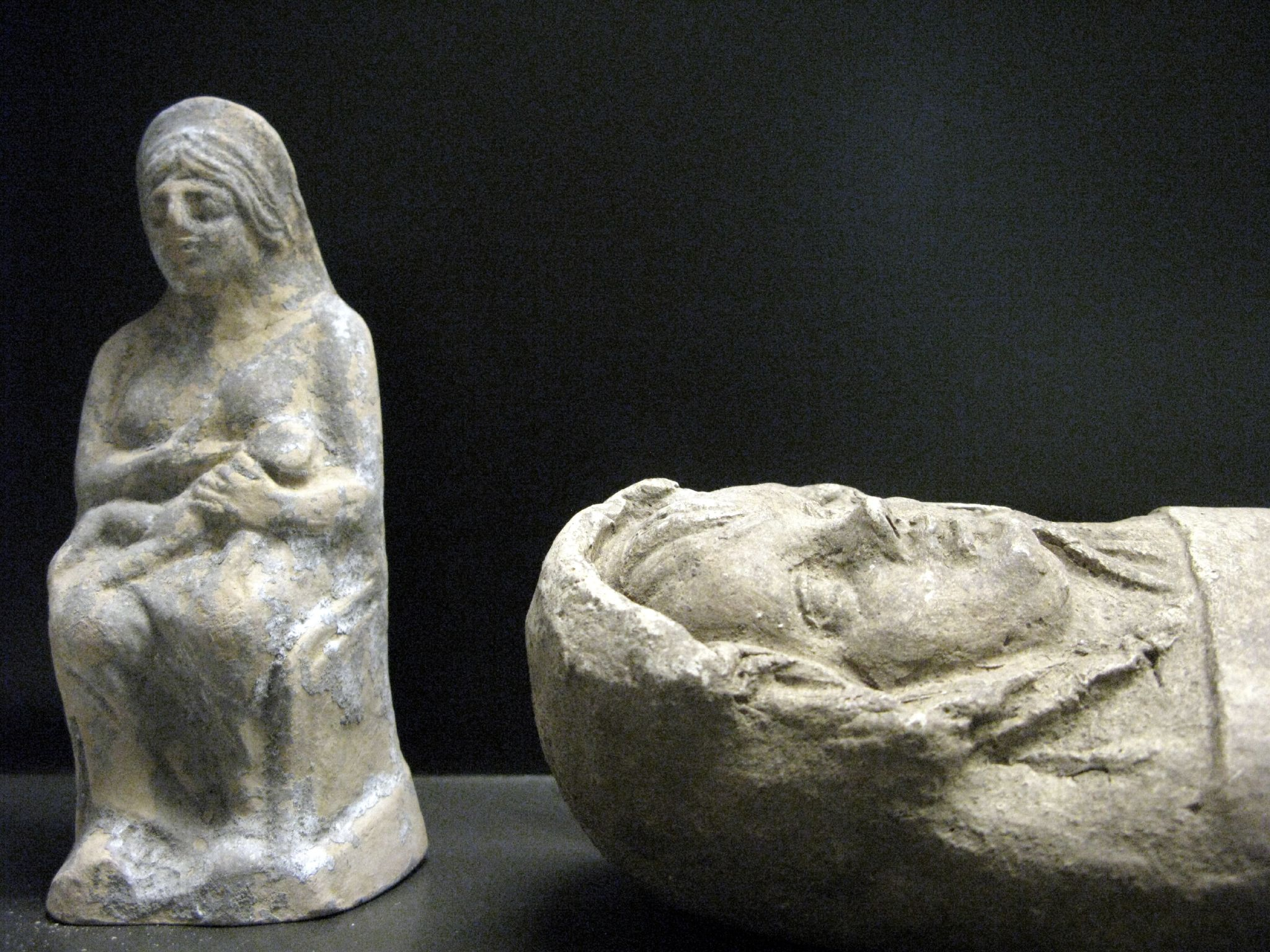
Estatuilla etruriana de un bebé bien envuelto, posiblemente consagrado a los dioses para evitar las enfermedades de los niños. Siglos III-II a. C.
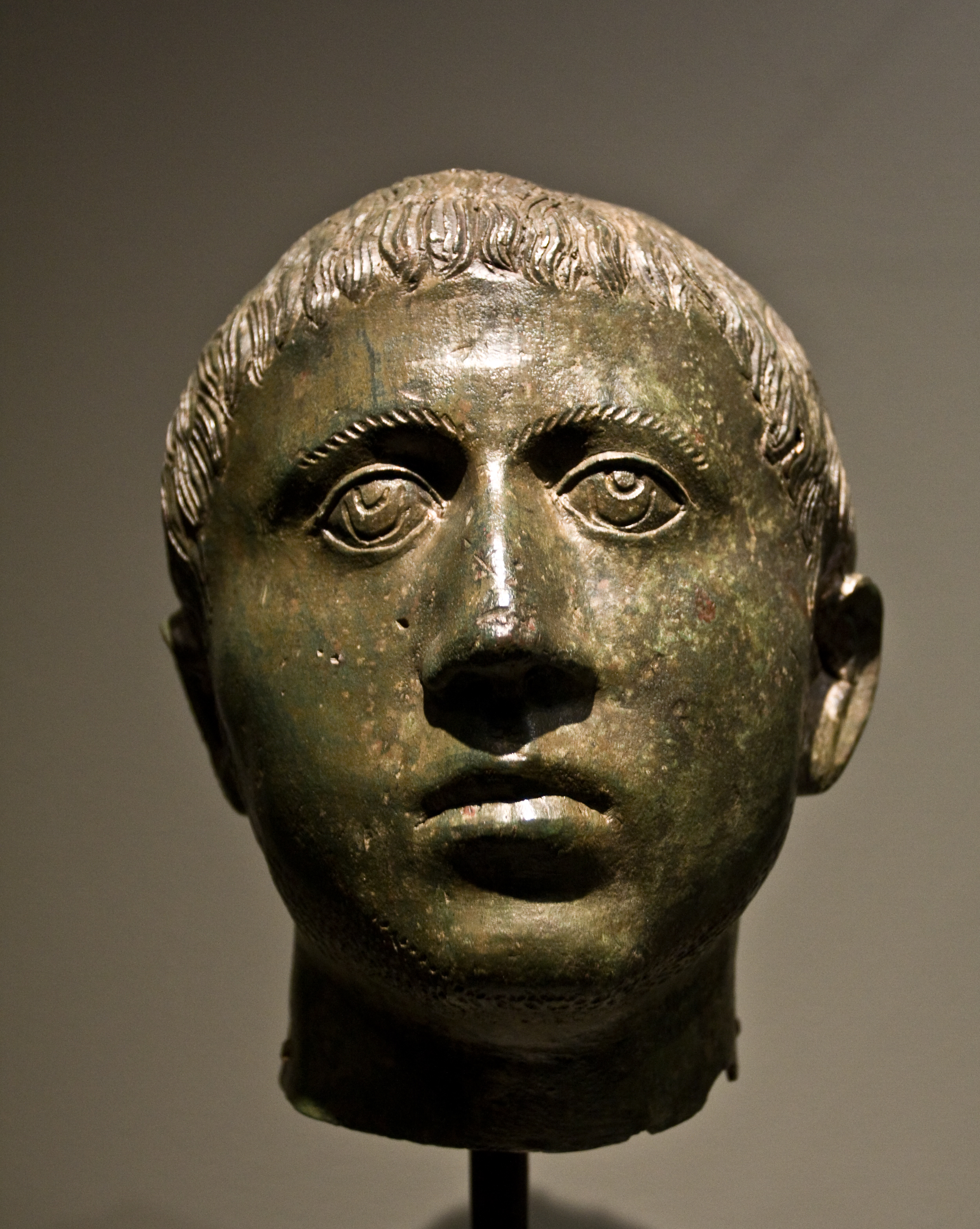
Cabeza de bronce de un niño romano
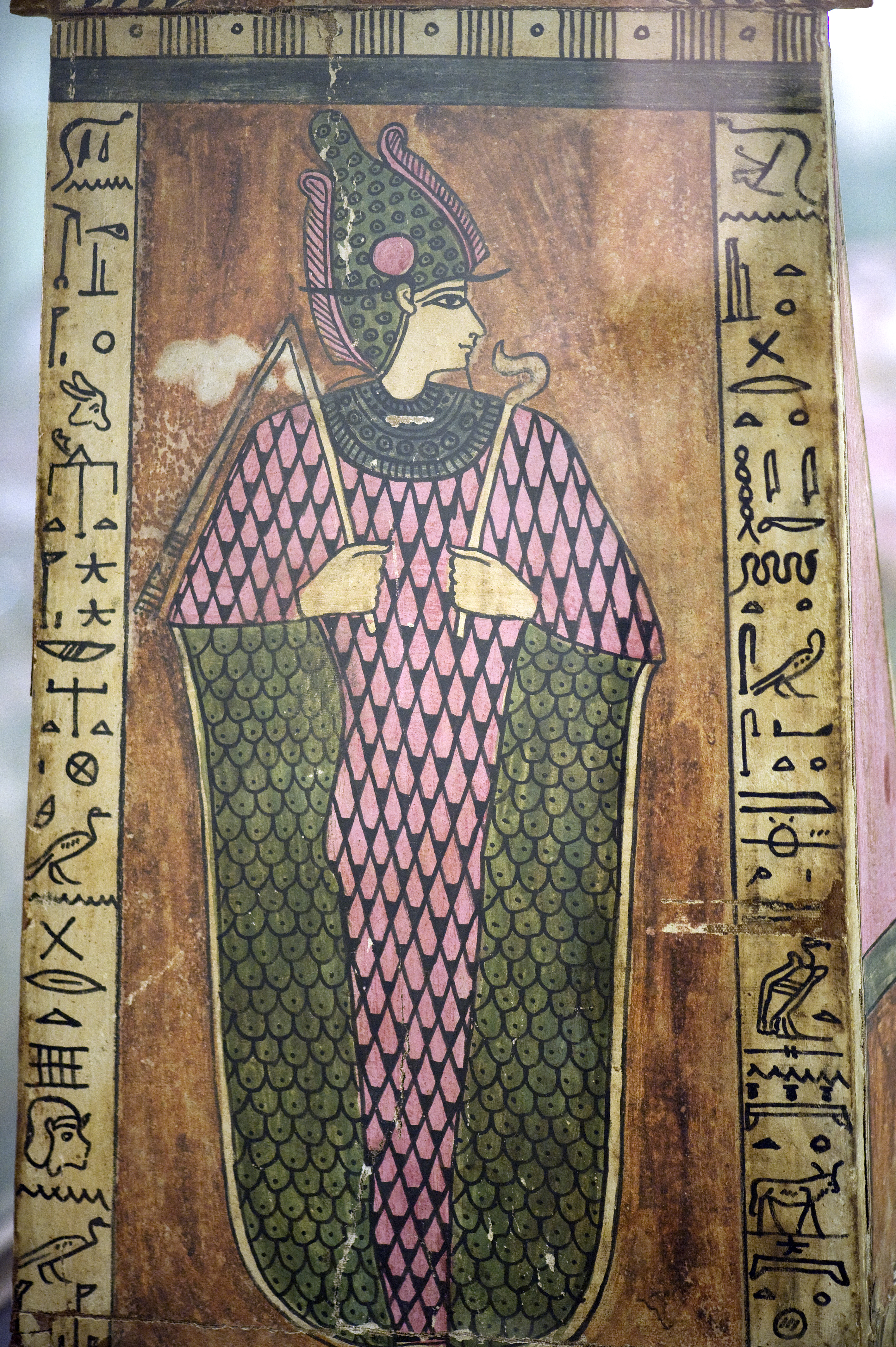
Osiris en la tapa de un sarcófago, Egipto, siglo II d.C.
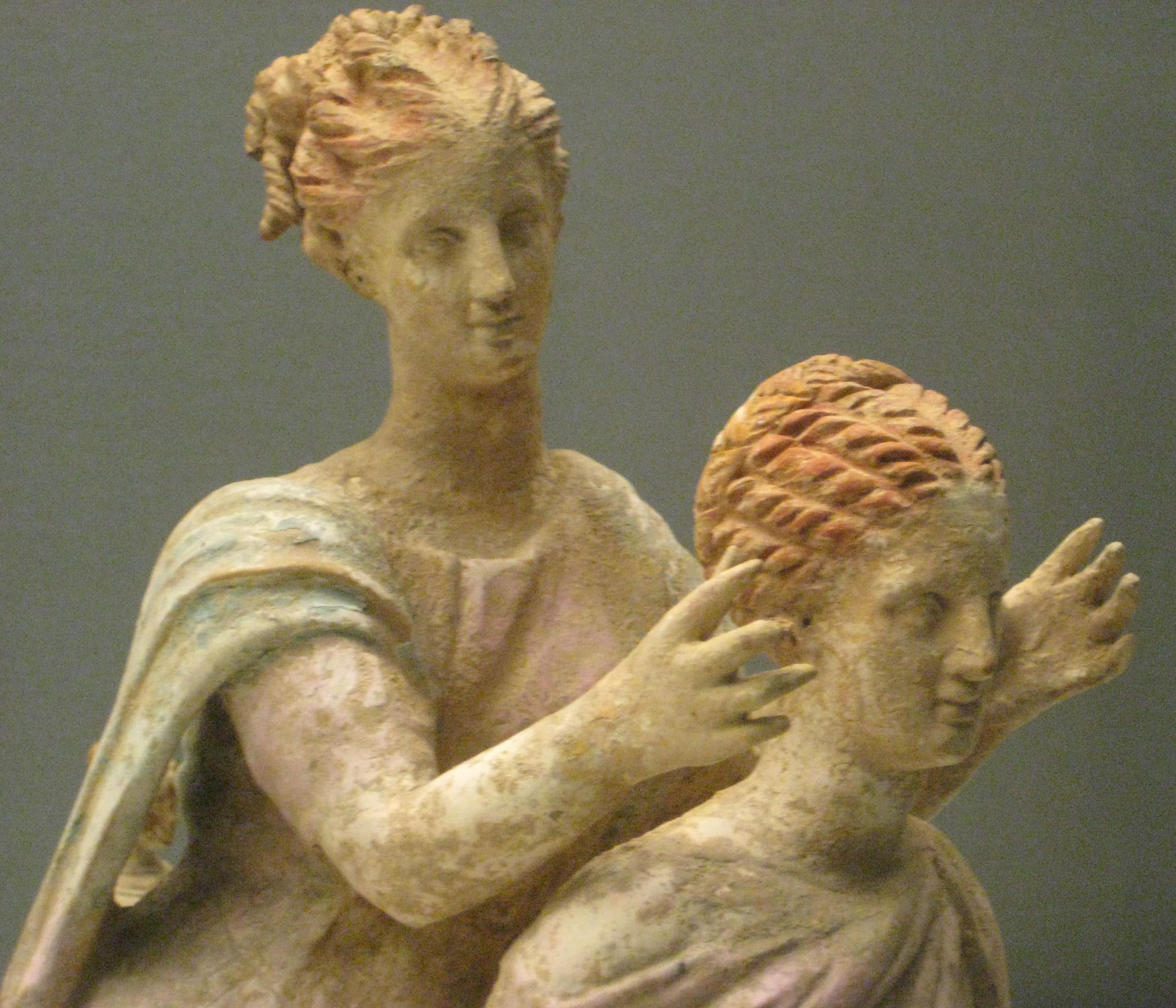
Niñas jugando. Cerámica, Corinto, alrededor del 300 a. C.

## La sociedad de los amigos
Las exposiciones y actividades del museo cuentan con el apoyo de la Sociedad de Amigos del Museo Allard Pierson, establecida en 1969. La Sociedad cuenta con alrededor de 1500 miembros en la actualidad.